# Danh sách tác phẩm của Chopin theo thể loại

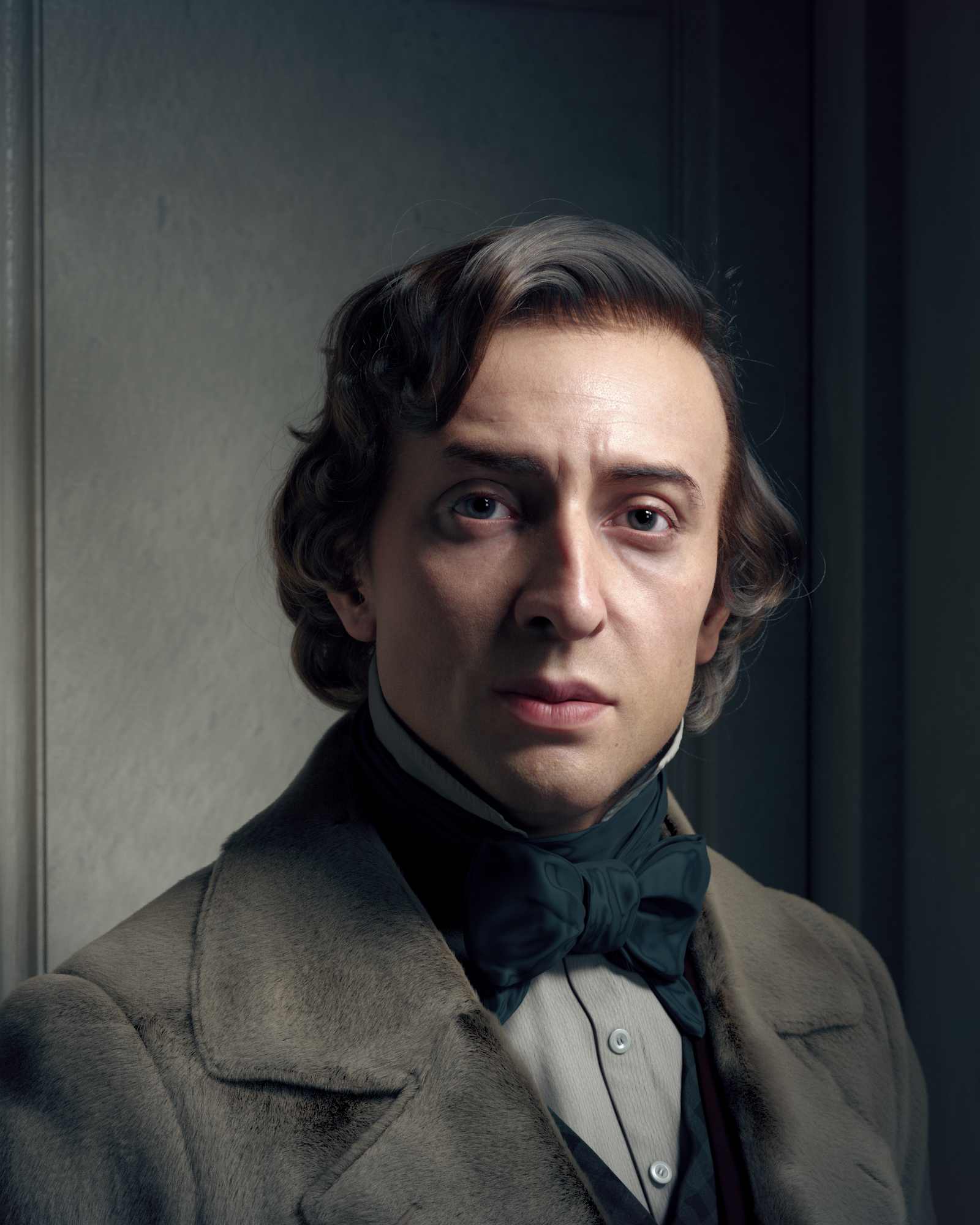
Chân dung Frédéric Chopin được Hadi Karimi mô phỏng 3D.

Frédéric Chopin (1810 - 1849) đã sáng tác 245 nhạc phẩm hoàn chỉnh. Hầu hết các sáng tác của ông dành cho dương cầm, còn một số ít là những nhạc phẩm hòa tấu và nhiều ca khúc.
Lúc bị bệnh nặng, ông bày tỏ mong muốn từ giường bệnh rằng tất cả các bản thảo chưa được xuất bản của mình phải đem hủy. Ở thời điểm này, mới chỉ có 65 tác phẩm được Chopin cho đánh số, còn lại khoảng 150 nhạc phẩm ở dạng bản thảo ông định hủy gồm có bản Sonata cho dương cầm số 1 mà chính ông ấn định cho nó là Op. 4 vào năm 1828 và thậm chí đã tặng cho thày giáo dạy dương cầm của mình là Józef Elsner. Sau khi Chopin qua đời, theo yêu cầu của mẹ và các chị của ông, nghệ sỹ dương cầm Ba Lan là Julian Fontana đã chọn các tác phẩm độc tấu dương cầm chưa được xuất bản và nhóm chúng thành tám ôput (gồm Op. 66 đến Op. 73). Những tác phẩm này được xuất bản năm 1855. Các bản thảo còn lại (di cảo) chưa được đánh số do các tổ chức và cá nhân khác nhau phát hiện và xuất bản sau năm 1855, trong đó, vào năm 1857, có 17 ca khúc (lời bằng tiếng Ba Lan) được viết ở nhiều giai đoạn khác nhau trong suốt cuộc đời Chopin đã được xuất bản với số thứ tự của các bài hát không phải là thứ tự sáng tác trong thực tế, mà chỉ để tiện phân loại và xuất bản. Do đó, việc đánh số thứ tự cho các tác phẩm cũng như đánh số ôput mỗi nhạc phẩm của ông phần lớn không theo được trình tự thông thường, vì nhiều bản thảo bị thất lạc, mãi sau này mới tìm thấy. Chẳng hạn: tác phẩm "đầu tay" của Chopin, bản Polonaise cung Sol thứ, sáng tác lúc mới lên 7 tuổi (năm 1817), vậy thường lệ phải là ôput 1 và bản polonaise số 1; nhưng mãi sau khi Chopin mất khá lâu mới phát hiện ra bản thảo. Hoặc bản 7 cung Mi giáng thứ, Op.posth  sáng  tác năm 1839, thì mãi đến đầu thế kỉ XXI (ngót 200 năm sau) mới tìm thấy.
Các tác phẩm của Chopin cho dương cầm độc tấu bao gồm phần lớn, thống kê ban đầu cho biết: có khoảng 61 bản mazurka, 16 bản polonaise, 26 bản prelude, 27 khúc luyện, 21 bản nocturne, 20 bản vanxơ, 3 bản sonata, 4 bản ballade, 4 bản scherzo, 4 bản impromptu và rất nhiều bản nhạc riêng lẻ không đánh số và thể loại tác phẩm. Số tác phẩm cho hoà tấu dương cầm chỉ có hai bản, đều sáng tác năm 20 tuổi là ôput 11 và ôput 21. Sau đây là danh sách các nhạc phẩm của Chopin xếp theo thể loại, theo trình tự tên thể loại bằng tiếng Anh xếp theo vần A, B, C,.... Danh sách này sử dụng các số ôput truyền thống đã đăng ký; còn các tác phẩm khác được xác định bằng danh mục của Maurice J. E. Brown (B), Krystyna Kobylańska (KK), và Józef Michał Chomiński (A, C, D, E, P, S). Nếu bao gồm tất cả các nhạc phảm là những bản phác thảo được xuất bản bổ sung trong thời gian gần đây (như đoạn Prelude Devils Trill trong Mi giáng trưởng, điệu F-min Waltz số 20 và Dabrowski Mazurka trong cung Si giáng trưởng) thì có tới 244 tác phẩm.

## Dương cầm độc tấu

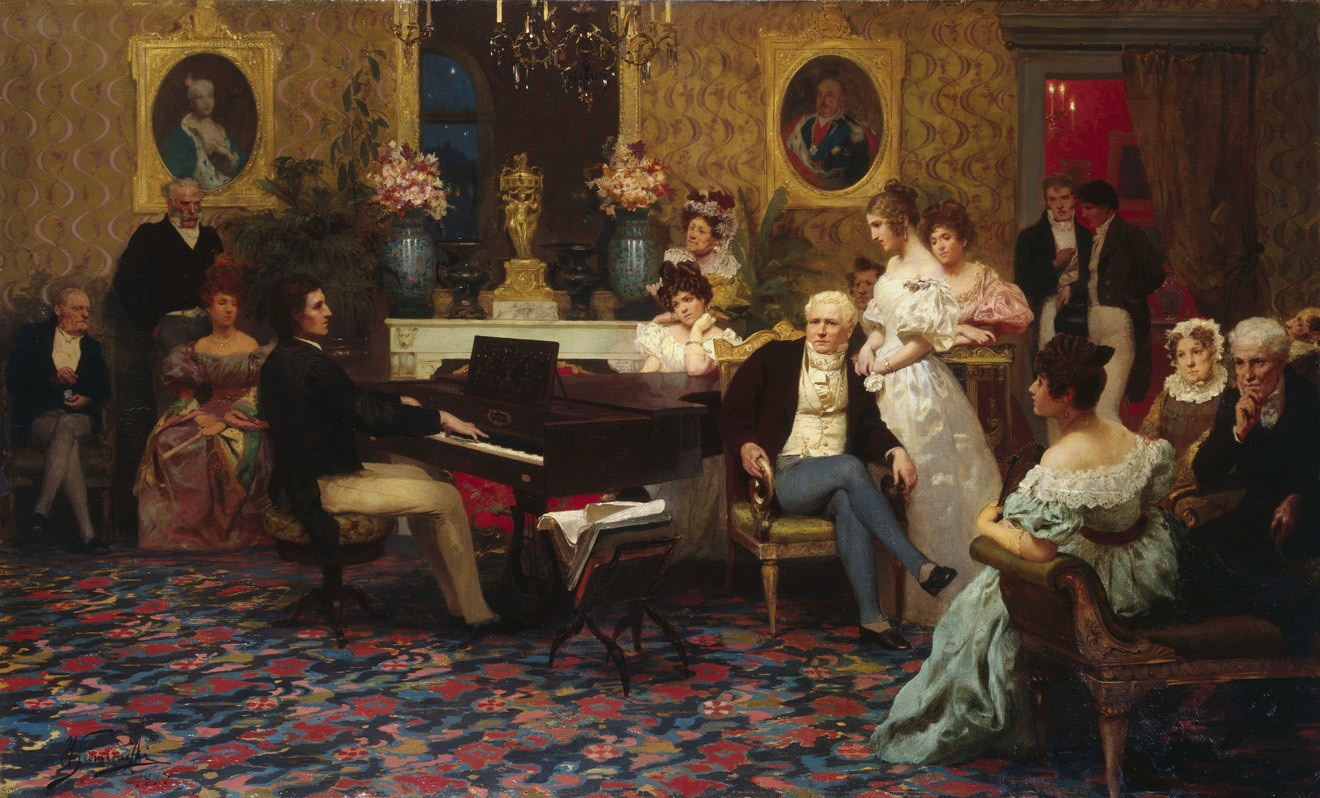
Tranh sơn dầu mô tả Frédéric Chopin biểu diễn thính phòng ở gia đình quý tộc Ba Lan Radziwiłłs vào năm 1829.

### Ballades(dạo khúc)
- Ballade số 1 cung Sol thứ, Op.23 (1835)
- Ballade số 2 cung Fa trưởng, Op.38 (1839)
- Ballade số 3 cung La-giáng trưởng, Op.47 (1841)
- Ballade số 4 cung Fa thứ Op.52, (1842 - 1843)

### Etude (khúc luyện)
Khúc luyện (étude) của Chopin được xem là phát minh thực sự của ông về kết hợp hoàn chỉnh giữa kỹ thuật rèn luyện sử dụng dương cầm với nghệ thuật. Nói cách khác, mỗi bài tập (étude) là một tác phẩm.

#### Etude, Op. 10
- Etude số 1 - Op.10 số 1: cung Đô trưởng (1830 - 1832) thường được gọi là Waterfall (dòng thác)
- Etude số 2 - Op.10 số 2: cung La thứ (1830 - 1832)
- Etude số 3 - Op.10 số 3: cung Mi trưởng (1830 - 1832) thường được gọi là Tristesse (nhạc buồn) hoặc L'adieu (chia ly)
- Etude số 4 - Op.10 số 4: cung Đô thăng thứ (1830 - 1832) còn được gọi là Torrent (nước lũ)
- Etude số 5 - Op.10 số 5: cung Sol giáng trưởng (1830 - 1832) còn được gọi là Black Keys (phím đen)
- Etude số 6 - Op.10 số 6: Mi giáng thứ (1830 - 1832)
- Etude số 7 - Op.10 số 7: cung Đô trưởng (1830 - 1832)
- Etude số 8 - Op.10 số 8: cung Fa trưởng (1830 - 1832)
- Etude số 9 - Op.10 số 9: cung Fa thứ (1830 - 1832)
- Etude số 10 - Op.10 số 10: cung La giáng trưởng (1830 - 1832)
- Etude số 11 - Op.10 số 11: cung Mi giáng trưởng (1830 - 1832)
- Etude số 12 - Op.10 số 12: cung Đô thứ (1830 - 1832) hay Revolutionary (khởi nghĩa).

#### Etude, Op. 25
- Etude số 13 - Op.25 số 1: La giáng trưởng (1835 - 1837)  chuyên môn gọi là Aeolian Harp
- Etude số 14 - Op.25 số 2: cung Fa thứ (1835 - 1837) hay The Bees (đàn ong)
- Etude số 15 - Op.25 số 3: cung Fa trưởng (1835 - 1837)
- Etude số 16 - Op.25 số 4: cung La thứ (1835 - 1837)
- Etude số 17 - Op.25 số 5: cung Mi thứ (1832 - 1837) Wrong Note
- Etude số 18 - Op.25 số 6: cung Sol thăng thứ (1835 - 1837)
- Etude số 19 - Op.25 số 7: cung Đô thăng thứ (1835 - 1837)
- Etude số 20 - Op.25 số 8: cung Rê giáng trưởng (1835 - 1837)
- Etude số 21 - Op.25 số 9: cung Sol giáng trưởng (1835 - 1837)  Butterfly
- Etude số 22 - Op.25 số 10: cung Si thứ (1835 - 1837)
- Etude số 23 - Op.25 số 11: cung La thứ (1835 - 1837) Winter Wind
- Etude số 24 - Op.25 số 12: cung Đô thứ (1835 - 1837) Ocean

Trois Nouvelles Etudes (1839)
- Etude số 25 - Op.posth. Nouelles Etüde số 1: cung Fa thứ
- Etude số 26 - Op.posth. Nouelles Etüde số 2: La giáng trưởng
- Etude số 27 - Op.posth. Nouelles Etüde số 3: cung Rê giáng trưởng

### Impromptu (ngẫu hứng) có 4 tác phẩm
Các nhạc phẩm thuộc thể loại "ngẫu hứng" của Chopin nổi tiếng là salon music (nhạc phòng khách), gồm bốn bản.
- Impromptu số 1 - Op.29: La giáng trưởng (1837)
- Impromptu số 2 - Op.36: cung Fa thăng trưởng (1839)
- Impromptu số 3 - Op.51: cung Sol giáng trưởng (1842 - 1843)
- Impromptu số 4 - Op.66: cung Đô thăng thứ (1834)

### Mazurka (vũ nhạc dân gian Ba Lan) có 61 tác phẩm
Ngoài 59 bản mazurka đã biết, còn ít nhất 2 phác thảo khác chưa hoàn thành. Tuy thể loại này lấy từ các bài hát của những người nông dân nghèo trong mùa gặt ở Ba Lan, nhưng chỉ nhờ Chopin mà mazurka trở thành nghệ thuật âm nhạc đỉnh cao.
- Op. 6 (1830–32)

1. Mazurka cung Fa thăng thứ (1830 - 1832)
2. Mazurka cung Đô thăng thứ (1830 - 1832)
3. Mazurka cung Mi trưởng (1830 - 1832)
4. Mazurka cung Mi giáng thứ (1830 - 1832)

- Op.7 (1830-32):

1. Mazurka - Op.7 số 1: cung Si giáng trưởng (1830 - 1832)?
2. Mazurka - Op.7 số 2: La trưởng (1830 - 1832)
3. Mazurka - Op.7 số 3: cung Fa trưởng (1830 - 1832)
4. Mazurka - Op.7 số 4: La giáng trưởng (1830 - 1832, phiên bản đầu là năm 1825)
5. Mazurka - Op.7 số 5: cung Đô trưởng (1830 - 1832)

- Op.17 (1833):

1. Mazurka - Op.17 số 1: cung Si giáng trưởng (1833)
2. Mazurka - Op.17 số 2: cung Mi thứ (1833)
3. Mazurka - Op.17 số 3: cung La giáng trưởng (1833)
4. Mazurka - Op.17 số 4: cung La thứ (1833)

- Op.24 (1835):

1. Mazurka - Op.24 số 1: cung Sol thứ (1833)
2. Mazurka - Op.24 số 2: cung Đô trưởng (1833) xuất bản năm 1870; mã B. 82; KK IVB/3; P 2/3
3. Mazurka - Op.24 số 3: La giáng trưởng (1833)
4. Mazurka - Op.24 số 4: Si giáng thứ (1833)

- Op.30 (1837):

1. Mazurka - Op.30 số 1: cung Đô thứ (1837)
2. Mazurka - Op.30 số 2: cung Si thứ (1837)
3. Mazurka - Op.30 số 3: cung Rê giáng trưởng (1837)
4. Mazurka21 - Op.30 số 4: cung Đô thăng thứ (1837)

- Op.33 (1838):

1. Mazurka - Op.33 số 1: cung Sol thăng thứ (1838)
2. Mazurka - Op.33 số 2: cung Rê trưởng (1838)
3. Mazurka - Op.33 số 3: cung Đô trưởng (1838)
4. Mazurka - Op.33 số 4: cung Si trưởng (1838)

- Op.41 (1839-1840):

1. Mazurka - Op.41 số 1: cung Mi thứ (1838 - 1839)
2. Mazurka - Op.41 số 2: cung Si trưởng (1838 - 1839)
3. Mazurka - Op.41 số 3: cung La giáng trưởng (1838 - 1839)
4. Mazurka - Op.41 số 4: cung Đô thăng thứ (1838 - 1839)

- Op.50 (1842):

1. Mazurka - Op.50 số 1: cung Sol trưởng (1842)
2. Mazurka - Op.50 số 2: cung La giáng trưởng (1842)
3. Mazurka - Op.50 số 3: cung Đô thăng thứ (1842)

- Op.56 (1843-1844):

1. Mazurka - Op.56 số 1: cung Si trưởng (1843 - 1844)
2. Mazurka - Op.56 số 2: cung Đô trưởng (1843 - 1844)
3. Mazurka - Op.56 số 3: cung Đô thứ (1843 - 1844)

- Op.59 (1845):

1. Mazurka - Op.59 số 1: cung La thứ (1845)
2. Mazurka - Op.59 số 2: cung La giáng trưởng (1845)
3. Mazurka - Op.59 số 3: cung Fa thăng thứ (1845)

- Op.63 (1846-1847):

1. Mazurka - Op.63 số 1: cung Si trưởng (1846)
2. Mazurka - Op.63 số 2: cung Fa thứ (1846)
3. Mazurka - Op.63 số 3: cung Đô thăng thứ (1846)

#### Có số opus
- Op.67 (1846):

1. Mazurka - Op.67 số 1: cung Sol trưởng (1835)
2. Mazurka - Op.67 số 2: cung Sol thứ (1848 - 1849)
3. Mazurka - Op.67 số 3: cung Đô trưởng (1835)
4. Mazurka - Op.67 số 4: cung La thứ (1846)

- Op.68 (1846):

1. Mazurka - Op.68 số 1: cung Đô trưởng (1830)
2. Mazurka - Op.68 số 2: cung La thứ (1827)
3. Mazurka - Op.68 số 3: cung Fa trưởng (1830)
4. Mazurka - Op.68 số 4: cung Fa thứ (1849)

#### Không có số opus
- Mazurka - Op.posth: cung Rê trưởng (1829/1832) xuất bản năm 1875; mã B 31/71; KK IVa/7; P 1/7)
- Mazurka - Op.posth: cung Si giáng trưởng (1825 - 1826)
- Mazurka - Op.posth: cung Sol trưởng (1825 - 1826)
- Mazurka - Op.posth: cung Si giáng trưởng (1832)
- Mazurka - Op.posth: cung Đô trưởng (1833)
- Mazurka - Op.posth: La giáng trưởng (1834)
- Mazurka - Op.posth: cung La thứ (1839, Notre Temps)
- Mazurka - Op.posth: cung La thứ (1840)
- Mazurka- Op.posth: cung La thứ (1840, Mazurka A Emile Gaillard)
- Mazurka - Op.posth: cung Si giáng trưởng (năm ?, Mazurka Dabrowski)

### Minor Works (tiểu phẩm) có 21 bản thuộc loại miscellaneous (hỗn tạo: cả độc tấu, hoà tấu)
- Miscellaneous số 1 - Op.13 Fantasy on Polish Air: La trưởng (1828) là concerto
- Miscellaneous số 2 - Op.19 Bolero: cung Đô trưởng, La trưởng (1833)
- Miscellaneous số 3 - Op.43 Tarantelle: La giáng trưởng (1841)
- Miscellaneous số 4 - Op.46 Allegro de concert: La trưởng (1834 - 1841)
- Miscellaneous số 5 - Op.49 Fantasie: cung Fa thứ, La giáng trưởng (1841)
- Miscellaneous số 6 - Op.57 Berceuse: cung Rê giáng trưởng (1844)
- Miscellaneous số 7 - Op.60 Barcarolle: cung Fa thăng trưởng (1845 - 1846)
- Miscellaneous số 8 - Op.71 Ecossaise số 1: cung Rê trưởng (1828)
- Miscellaneous số 9 - Op.71 Ecossaise số 2: cung Sol thứ (1828)
- Miscellaneous số 10 - Op.71 Ecossaise số 3: cung Rê giáng trưởng (1828)
- Miscellaneous số 11 - Op.posth Funeral March: cung Đô thứ (1826)
- Miscellaneous số 12 - Op.posth. Albumblatt: cung Mi trưởng (1843)
- Miscellaneous số 13 - Op.posth. Contradance: cung Sol giáng trưởng (1827)
- Miscellaneous số 14 - Op.posth. Galup Marquis: cung Rê giáng trưởng (????)
- Miscellaneous số 15 - Op.posth. Contrabass part to a 3-part Canon: cung Mi trưởng (1832)
- Miscellaneous số 16 - Op.posth. Cantabile: cung Si giáng trưởng (1834)
- Miscellaneous số 17 - Op.posth. Canon: cung Fa thứ (1839)
- Miscellaneous số 18 - Op.posth. Fugue: cung La thứ (1841)
- Miscellaneous số 19 - Op.posth. Bourree 1: La trưởng (1846)
- Miscellaneous số 20 - Op.posth. Bourree 2: cung Sol trưởng (1846)
- Miscellaneous số 21 - Op.posth. Largo: Mi giáng trưởng (1847)

### Nocturnes(dạ khúc) có 21 bản
Thể loại này được cho là do John Field sáng tạo ra. Đến Chopin được tăng tính trữ tình, chất thơ và mộng mơ với nghệ thuật điêu luyện của tay kết hợp sử dụng bàn đạp dương cầm phức tạp.
- Op. 9 (1830-32)

1. Nocturne số 1 - Op.9 số 1: Si giáng thứ (1830)
2. Nocturne số 2 - Op.9 số 2: Mi giáng trưởng (1830)
3. Nocturne số 3 - Op.9 số 3: cung Si trưởng (1830)

- Op. 15 (1830-33)

1. Nocturne số 4 - Op.15 số 1: cung Fa trưởng (1830 - 1832)
2. Nocturne số 5 - Op.15 số 2: cung Fa thăng trưởng (1830 - 1832)
3. Nocturne số 6 - Op.15 số 3: cung Sol thứ (1830 - 1832)

- Op. 27 (1835-36)

1. Nocturne số 7 - Op.27 số 1: cung Đô thăng thứ (1835)
2. Nocturne số 8 - Op.27 số 2: cung Rê giáng trưởng (1835)

- Op. 32 (1836-37)

1. Nocturne số 9 - Op.32 số 1: cung Si trưởng (1837)
2. Nocturne số 10 - Op.32 số 2: La giáng trưởng (1837)

- Op. 37 (1838-40)

1. Nocturne số 11 - Op.37 số 1: cung Sol thứ (1838 - 1839)
2. Nocturne số 12 - Op.37 số 2: cung Sol trưởng (1838 - 1839)

- Op. 48 (1840-41)

1. Nocturne số 13 - Op.48 số 1: cung Đô thứ (1841)
2. Nocturne số 14 - Op.48 số 2: cung Fa thăng trưởng (1841)

- Op. 55 (1843-44)

1. Nocturne số 15 - Op.55 số 1: cung Fa thứ (1842 - 1844)
2. Nocturne số 16 - Op.55 số 2: Mi giáng trưởng (1842 - 1844)

- Op. 62 (1846)

1. Nocturne số 17 - Op.62 số 1: cung Si trưởng (1846)
2. Nocturne số 18 - Op.62 số 2: cung Mi trưởng (1846)

#### Có số opus
1. Nocturne số 19 - Op.posth. 72: cung Mi thứ (1827)

#### Không có số opus
1. Nocturne số 20 - Op.posth: cung Đô thăng thứ (1830)
2. Nocturne số 21 - Op.posth: cung Đô thứ (1837)

### Polonaises (vũ điệu Ba Lan) có 17 bản
Trong số này gồm một số di cảo là các tác phẩm chỉ được xuất bản sau khi Chopin qua đời, có tác phẩm đầu tay là bản Polonaise in Gm (KK IIa số   1: Polonaise in G thứ) viết năm lên 7 tuổi, do người cha là Nicolas Chopin cho xuất bản.
- Polonaise số 1 - Op.22: cung Sol trưởng, Mi giáng trưởng (1830-1835) là concerto
- Polonaise số 2 - Op.26 số 1: cung Đô thăng thứ (1835)
- Polonaise số 3 - Op.26 số 2: Mi giáng thứ (1835)
- Polonaise số 4 - Op.40 số 1: La trưởng (1838-1839)
- Polonaise số 5 - Op.40 số 2: cung Đô thứ (1838-1839)
- Polonaise số 6 - Op.44: cung Fa thăng thứ (1841)
- Polonaise số 7 - Op.53: La giáng trưởng (1842-1843)
- Polonaise số 8 - Op.61: La giáng trưởng (1846)
- Polonaise số 9 - Op.71 số 1: cung Rê thứ (1827-1828)
- Polonaise số 10 - Op.71 số 2: cung Si giáng trưởng (1828)
- Polonaise số 11 - Op.71 số 3: cung Fa thứ (1828)
- Polonaise số 12 - Op.posth: cung Si giáng trưởng (1817)
- Polonaise số 13 - Op.posth: cung Sol thứ (1817) mã KK IIa No 1
- Polonaise số 14 - Op.posth: La giáng trưởng (1821)
- Polonaise số 15 - Op.posth: cung Sol thăng thứ (1824)
- Polonaise số 16 - Op.posth: Si giáng thứ (1826)
- Polonaise số 17 - Op.posth: cung Sol giáng thứ (1829)[2].

### Preludes (khúc dạo đầu) có 27 bản
- Op.28, 24 bài prelude:

1. cung Đô trưởng (1838-1839)
2. cung La thứ (1838-1839)
3. cung Sol trưởng (1838-1839)
4. cung Mi thứ (1838-1839)
5. cung Rê trưởng (1838-1839)
6. cung Si thứ (1838-1839)
7. cung La trưởng (1838-1839)
8. cung Fa thăng thứ (1838-1839)
9. cung Mi trưởng (1838-1839)
10. cung Đô thăng thứ (1838-1839)
11. cung Si trưởng (1838-1839)
12. cung Sol thăng thứ (1838-1839)
13. cung Fa thăng trưởng (1838-1839)
14. cung Mi giáng thứ (1838-1839)
15. cung Rê giáng trưởng (1838-1839)
16. cung Si giáng thứ (1838-1839)
17. cung La giáng trưởng (1838-1839)
18. cung Fa thứ (1838-1839)
19. cung Mi giáng trưởng (1838-1839)
20. cung Đô thứ (1838-1839)
21. cung Si giáng trưởng (1838-1839)
22. cung Sol thứ (1838-1839)
23. cung Fa trưởng (1838-1839)
24. cung Rê thứ (1838-1839)

- Op.45: cung Đô thăng thứ (1841)

Xuất bản sau khi mất
- Op.posth: La giáng trưởng (1834)
- Op.posth: Mi giáng thứ (1839, Devils Trill)

Bản cuối cùng (số 27) còn được gọi là Devil's trill (tiếng quỷ hét) là tên bài báo của Jeffrey Kallberg (giáo sư Lịch sử Âm nhạc tại Đại học Pennsylvania) trên tạp chí "Early Music", tháng 8 năm 2001. Bản thảo được phát hiện gần đây và thuộc quyền sở hữu của Robert Owen Lehman trong tài khoản gửi ở Thư viện Pierpont Morgan New York.

### Rondocó 5 bản
Các bản rondo ít nổi tiếng và ít khi được nghệ sĩ đời sau chọn biểu diễn. Tuy vậy, bản Rondo 1 và 5 được xem là sự trưởng thành của một nhà soạn nhạc ở tuổi 16.
- Rondo số 1 - Op.1: cung Đô thứ (1825)
- Rondo số 2 - Op.5: cung Fa trưởng (1826)
- Rondo số 3 - Op.14: cung Fa trưởng (1827-28) là concerto
- Rondo số 4 - Op.16: cung Đô thứ, Mi giáng thứ (1832-1833)

Xuất bản sau khi mất
- Rondo số 5 - Op.73: cung Đô trưởng (1828 - 2 pianos, 1840 - 1 piano)

### Scherzo có 4 bản
Khác hẳn với scherzo của Beethoven - "ông tổ" của nhạc scherzo cổ điển - nghe vui vẻ, các bản của Chopin lại rất trữ tình.
- Scherzo số 1 - Op.20 cung Si thứ (1835)
- Scherzo số 2 - Op.31: cung Si giáng thứ (1837)
- Scherzo số 3 - Op.39: cung Đô thăng thứ (1839)
- Scherzo số 4 - Op.54: cung Mi trưởng (1842-1843)

### Sonatacó 4 bản
Chopin viết tổng cộng 4 bản sonata. Bản sonata thứ 4 là dành cho dương cầm và cello.
- Sonata cho dương cầm số 1 cung Đô thứ- Op.4 (1827-1828)
- Sonata cho dương cầm số 2 cung Si giáng thứ- Op.35 (1837, 1839)
- Sonata cho dương cầm số 3 cung Si thứ - Op.58 (1844)

### Variations (biến tấu khúc) có 7 bản
Các khúc biến tấu của Chopin ít nổi tiếng và hầu hết chỉ được xuất bản sau khi Chopin mất. Chỉ riêng bản số 1, op.2 là biến tấu từ chủ đề "La ci darem la mano" trong tác phẩm Don Giovanni của Mozart là một kiệt tác và được Robert Schumann khen: "Hats off, gentlemen, a genius" (Hãy ngả mũ đi, các ông! Đây là thiên tài).
- Variation số 1 - Op.2: Si giáng thứ (1827) là concerto
- Variation số 2 - Op.12: cung Si giáng trưởng (1833)
- Variation số 3 - Op.posth: cung Mi trưởng (1824)
- Variation số 4 - Op.posth: cung Rê trưởng (1826)
- Variation số 5 - Op.posth: La trưởng (1829)
- Variation số 6 - Op.posth: cung Mi trưởng (????)
- Variation số 7 - Op.posth: cung Mi trưởng (1837)

### Waltz (vanxơ)
- Op. 18: Grande valse brillante cung Mi♭ trưởng (1833)
- Op. 34, Trois grandes valses brillantes:

1. Waltz cung La giáng trưởng (1835)
2. Waltz cung La thứ (1831)
3. Waltz cung Fa trưởng, Cat Waltz (1838)

- Op. 42: Waltz cung La giáng trưởng (1840)
- Op. 64, Ba bản waltz:

1. Waltz cung Rê giáng trưởng, Minute Waltz (1847)
2. Waltz cung Đô thăng thứ (1847)
3. Waltz cung La giáng trưởng (1840, some sources say 1847)

#### Xuất bản sau khi mất

##### Có số opus
- 1852: Two Waltzes, Op. posth. 69:

1. Waltz cung La giáng trưởng, L'Adieu (1835; WN 47)
2. Waltz cung Si thứ (1829; WN 19)

- 1855: Three Waltzes, Op. posth. 70:

1. Waltz cung Sol giáng trưởng (1832; WN 42)
2. Waltz cung Fa thứ (1841; WN 55)
3. Waltz cung Rê giáng trưởng (1829; WN 20)

##### Không có số opus
- 1868: Waltz cung Mi thứ (1830), B. 56, KK IVa/15, P. 1/15, WN 29
- 1871–72: Waltz cung Mi trưởng (k. 1830), B. 44, KK IVa/12, P. 1/12, WN 18
- 1902: Waltz cung La giáng trưởng, B. 21, KK IVa/13, P. 1/13, WN 28
- 1902: Waltz cung Mi giáng trưởng, B. 46, KK IVa/14, P. 1/14
- 1955: Waltz cung La thứ (1843–1848), B. 150, KK IVb/11, P. 2/11, WN 63
- 1955: Waltz cung Mi giáng trưởng (Sostenuto), B. 133, KK IVb/10, WN 53 (not always classified as a waltz)

#### Tái khám phá sau khi mất
- 1830–35: Waltz cung La thứ (tái khám phá vào năm 2024 và chưa được phân loại hay xuất bản))

## Tác phẩm thính phòng
Các tác phẩm thính phòng của Chopin ít khi được trình diễn. Có nhà nghiên cứu cho rằng ông cũng đã từng muốn cạnh tranh với những nhà soạn nhạc đương thời trong thể loại này, nhưng tự nhận ra rằng "số phận" của mình chủ yếu là dương cầm.
- Bản thính phòng số 1 - Op.3: cung Đô trưởng (1829 - 1830)
- Bản thính phòng số 2 - Op.8: cung Sol thứ (1828 - 1829)
- Bản thính phòng số 3 - Op.posth: cung Mi trưởng (1831)

## Hoà tấu dương cầm

### Piano concertos (hoà tấu dương cầm) có 2 bản
- Piano Concerto số 1 - Op.11: cung Mi thứ (1830) thực ra là bản concerto thứ hai, nhưng được biểu diễn và xuất bản trước.
- Piano Concerto số 2 - Op.21: cung Fa thứ (1830) thực ra là bản concerto thứ nhất, vì sáng tác xong trước, nhưng xuất bản sau.

Lúc sinh thời, hai bản nhạc này của ông tuy được đánh giá chung là thành công, nhưng bên cạnh đó còn có phê phán, thậm chí chê bai. Nhưng sau khi ông mất, nhiều nghệ sĩ đã chọn các bản nhạc này để biểu diễn, trong đó có các nghệ sĩ dương cầm hàng đầu Thế giới, đặc biệt, bản hòa tấu số 1 đã được hàng loạt thí sinh chọn dự thi trong cuộc thi piano quốc tế Frédéric Chopin năm 2021.

## Ca khúc (20)

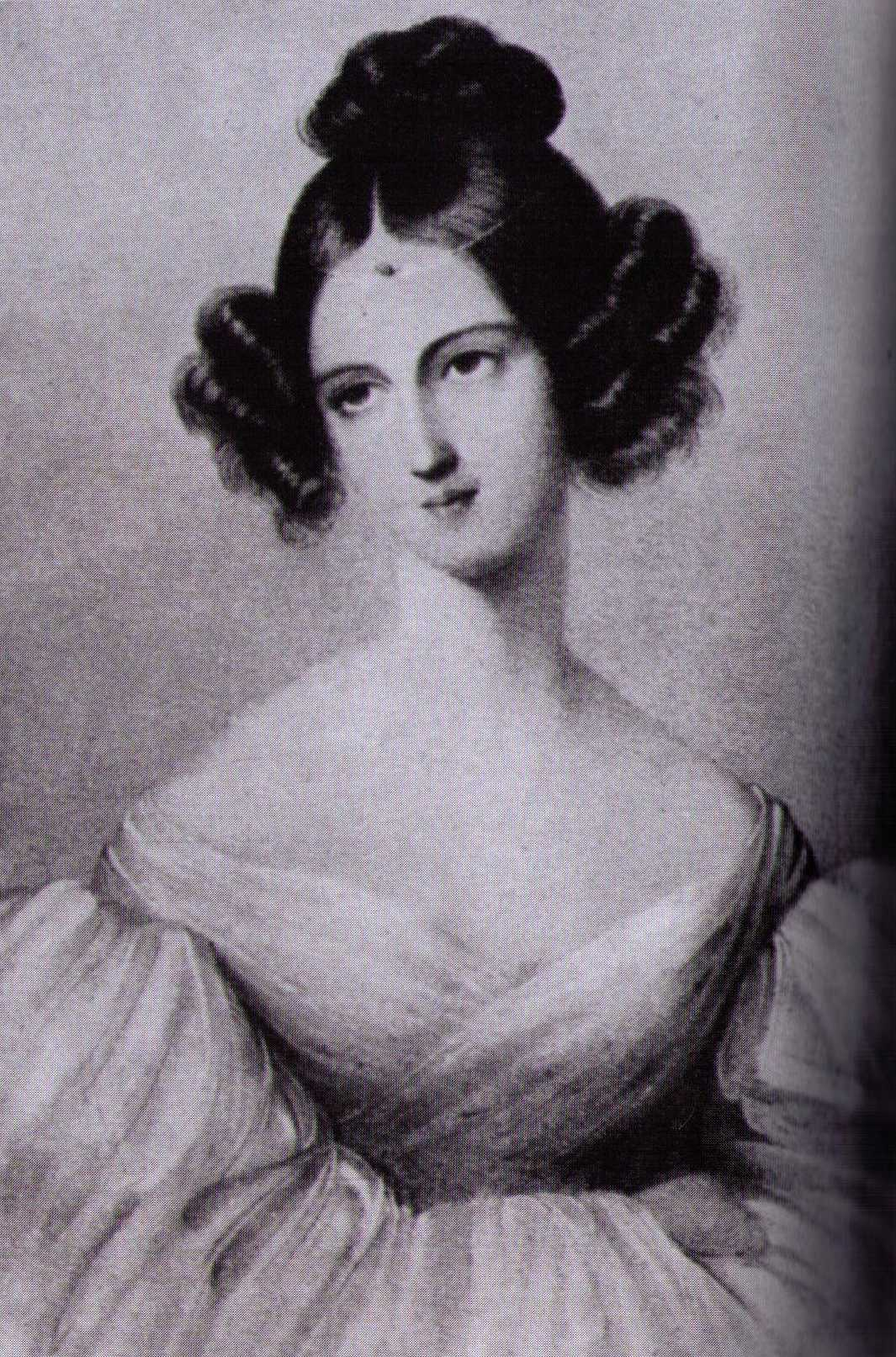
Ca sĩ Potocka (vào khoảng những năm 1820)

Những ca khúc Chopin đã sáng tác hiện sưu tầm được tất cả là 20 bài, đều dựa trên dân ca, lời ca bằng tiếng Ba Lan và phần lớn lấy nguồn cảm hứng từ các bài thơ của các nhà văn Ba Lan như: Adam Mickiewicz (1798-1855), Stefan Witwicki (1801-1847), nhà thơ-chiến sĩ Bohdan Zaleski (1802-1886), Wincenty Pol (1807-1872, một chiến sĩ trong cuộc nổi dậy tháng 11), Mickiewicz và Krasinski mà phần lớn ông quen biết. Bài hát cuối cùng của Chopin là phổ thơ của Zygmunt Krasinski (1812-1859) một nhà lãng mạn Ba Lan và cũng là bạn Chopin, cùng yêu một người phụ nữ là ca sĩ Delfina Potocka (học trò Chopin).
Chopin không bao giờ đưa ca khúc nào vào biểu diễn của mình, nhưng đôi khi một số ca khúc được thực hiện bởi một số người thân của ông như Ludwika là chị gái, Maria Wodzinska và Delfina Potocka. Sau này khi được xuất bản, các ca khúc mới thành tiết mục biểu diễn của các ca sĩ Ba Lan.
- Song số 1 - Op.74 Song 1 Zyczenie by Witwicki: cung Sol trưởng (1829)
- Song số 2 - Op.74 Song 2 Wiosna by Witwicki: cung Sol thứ (1838)
- Song số 3 - Op.74 Song 3 Smutna rzeka by Witwicki: cung Fa thăng thứ (1831)
- Song số 4 - Op.74 Song 4 Hulanka by Witwicki: cung Đô trưởng (1830)
- Song số 5 - Op.74 Song 5 Gdzie lubi by Witwicki: La trưởng (1829)
- Song số 6 - Op.74 Song 6 Precz z moich oc by Mickiewicz: La giáng trưởng (1827)
- Song số 7 - Op.74 Song 7 Posel by Witwicki: cung Rê trưởng (1831)
- Song số 8 - Op.74 Song 8 Sliczby chlopiec by Zaleski: cung Rê trưởng (1841)
- Song số 9 - Op.74 Song 9 Melodia by Krasinski: cung Mi thứ (1847)
- Song số 10 - Op.74 Song 10 Wojak by Witwicki: La giáng trưởng (1831)
- Song số 11 - Op.74 Song 11 Dwojaki koniec by Zalesli: cung Rê thứ (1845)
- Song số 12 - Op.74 Song 12 Moja pieszcotka by Mickiewicz: cung Sol giáng trưởng (1837)
- Song số 13 - Op.74 Song 13 Nie ma czego trzeba by Zaleski: cung La thứ (1845)
- Song số 14 - Op.74 Song 14 Pierscien by Witwicki: Mi giáng trưởng (1836)
- Song số 15 - Op.74 Song 15 Narzeczony by Witwicki: cung La thứ (1831)
- Song số 16 - Op.74 Song 16 Pionska Litewska by Witwicki: cung Fa trưởng (1831)
- Song số 17 - Op.74 Song 17 Spiew Grobowy by Pol: Mi giáng thứ (1836)
- Song số 18 - Op.74 Song 18 Enchantment by ????: cung Rê thứ (????)
- Song số 19 - Op.74 Song 19 Reverie by ????: cung La thứ (????)
- Song số 20 - Op.posth. Dumka by Chopin: cung La thứ (1840)